# سینما سمرقند
پردیس سینمایی سمرقند یک سینما در تهران است.
این سینما که در ۲۱ مرداد ۱۳۹۲ تأسیس شده جزئی از یک مجتمع تجاری، فرهنگی است و دارای سه سالن در خیابان جنت‌آباد جنوبی تهران می‌باشد.این سینما بعد از بازسازی در روز ۱۹ دی ۱۳۹۴ با نام پردیس سینمایی سمرقند افتتاح شد. 